# Хејзвил (Охајо)
Хејзвил (енгл. Hayesville) град је у америчкој савезној држави Охајо.

## Демографија
По попису из 2010. године број становника је 448, што је 100 (28,7%) становника више него 2000. године.
| Група             | 2000.       | 2010.       |
| Белци             | 342 (98,3%) | 439 (98,0%) |
| Афроамериканци    | 4 (1,1%)    | 0 (0,0%)    |
| Азијати           | 0 (0,0%)    | 1 (0,2%)    |
| Хиспаноамериканци | 0 (0,0%)    | 2 (0,4%)    |
| Укупно            | 348         | 448         |